# Бјула Вич (Охајо)
Бјула Вич (енгл. Beulah Beach) насељено је место без административног статуса у америчкој савезној држави Охајо.

## Демографија
По попису из 2010. године број становника је 53.
| Група             | 2000.    | 2010.      |
| Белци             | 0 (0,0%) | 50 (94,3%) |
| Афроамериканци    | 0 (0,0%) | 0 (0,0%)   |
| Азијати           | 0 (0,0%) | 1 (1,9%)   |
| Хиспаноамериканци | 0 (0,0%) | 2 (3,8%)   |
| Укупно            | 0        | 53         |